# Esta mañana
Esta mañana fue un programa de televisión, emitido por La 1 de Televisión Española en la temporada 2008-2009.

## Formato
Espacio programado en horario matinal de lunes a viernes para sustituir a Por la mañana, que presentaba Inés Ballester debido a sus bajos índices de audiencia.
El programa, inicialmente fue presentado por Pepa Bueno, siendo su contenido de servicio público, con información social y política, así como tertulias y reportajes de actualidad. Se realizaba desde los estudios de Torrespaña.
En julio de 2008 se produjo un relevo en la presentación, tomando las riendas del programa la periodista Inmaculada Galván, procedente de Telemadrid, acompañada de Alipio Gutiérrez y Javier Gallego, desde el Estudio 1 de Prado del Rey

## Audiencias
Los escasos índices de audiencia en su última etapa (10,3% de cuota de pantalla en algunos programas y una media del 12,5%) propiciaron la cancelación del espacio, que fue remplazado por La mañana de La 1, con Mariló Montero.